# Salome-Brunnen (Bergen)

Salome-Brunnen, 2019

Der Salome-Brunnen ist ein Brunnen mit Skulptur in der norwegischen Stadt Bergen. 
Er befindet sich im westlichen Teil der Bergener Innenstadt im Ortsteil Strandsiden auf der Nordseite der C. Sundts gate gegenüber der Einmündung der Straße Vossegården.
Die Bronzeskulptur mit dem Titel Salome wurde vom Bildhauer Per Ung geschaffen. Sie wurde 1987 auf einem hohen schmalen Sockel in der Mitte eines achteckigen Brunnens vor dem Clarion Admiral Hotel aufgestellt. Dargestellt ist eine unbekleidete junge Frau, die mit ausgestreckten Armen und zurückgeworfenem Kopf ekstatisch tanzt.